# Берёзовский сельсовет (Новосибирский район)
Березовский сельсовет — сельское поселение в Новосибирском районе Новосибирской области Российской Федерации.
Административный центр — посёлок Железнодорожный.

## История
Статус и границы сельского поселения установлены Законом Новосибирской области от 2 июня 2004 года № 200-ОЗ «О статусе и границах муниципальных образований Новосибирской области»

## Население
| 2002  | 2010  | 2012  | 2013  | 2014  | 2015  | 2016  |
| ----- | ----- | ----- | ----- | ----- | ----- | ----- |
| 3500  | ↗3737 | ↗3797 | ↗3826 | ↗3848 | ↘3844 | ↗3870 |
| 2017  | 2018  | 2019  | 2020  | 2021  |       |       |
| ↘3858 | ↗3859 | ↗3882 | ↘3829 | ↘3799 |       |       |

## Состав сельского поселения
| № | Населённый пункт    | Тип населённого пункта          | Население |
| - | ------------------- | ------------------------------- | --------- |
| 1 | 39 км Совхозная     | населённый пункт                | ↘84       |
| 2 | 47 км Геодезическая | населённый пункт                | ↗31       |
| 3 | Берёзовка           | посёлок                         | ↘1465     |
| 4 | Быково              | село                            | ↘325      |
| 5 | Железнодорожный     | посёлок, административный центр | ↗1338     |
| 6 | Малиновка           | посёлок                         | ↘136      |
| 7 | Междуречье          | посёлок                         | ↗3        |
| 8 | Пионерский          | посёлок                         | ↘8        |
| 9 | Шелковичиха         | железнодорожная станция         | ↗347      |